# روشه
روشه (بالإنجليزية: Ruše)‏ هي مستوطنة تقع في سلوفينيا في ستيريا.[بحاجة لمصدر] يقدر عدد سكانها بـ 4,457 نسمة ومساحتها 2.36 كم2 وترتفع عن سطح البحر 307.7 متر.